# Технічна нагорода Премії мистецтв Пексан (кіно)
Технічна нагорода Премії мистецтв Пексан (кіно) (кор. 백상예술대상 영화부문 예술상) — нагорода, яка щорічно вручається як частина Премії мистецтв Пексан, яка проводиться JTBC та Ilgan Sports, що є афіліатом JoongAng Ilbo. Вручення переважно проходять у другому кварталі року. Спочатку нагорода вручалася з 1965 по 1998 під назвою «Технічна нагорода» (кор. 기술상), а у 2018 році вручення нагороди було відновлено, але під назвою «Мистецька нагорода» (кор. 예술상).

## Номінанти та переможці
| Переможець нагороди | Позначає переможця |

### 1960-ті
| Рік         | Переможець                         | Фільм       | Мовою оригіналу | Прим. |
| ----------- | ---------------------------------- | ----------- | --------------- | ----- |
| 1965 (1-ша) | Ко Хе Джін (освітлення)            | Н/Д         | Н/Д             | Пер.  |
| 1966 (2-га) | Сім Че Хин (операторська робота)   | Н/Д         | Н/Д             | Пер.  |
| 1967 (3-тя) | Со Чон Мін (операторська робота)   | Н/Д         | Н/Д             | Пер.  |
| 1967 (3-тя) | Пак Чін Су (освітлення)            | Н/Д         | Н/Д             | Пер.  |
| 1968 (4-та) | Чан Сок Джун (операторська робота) | «Образа»    | 한              | Пер.  |
| 1968 (4-та) | Хон Тон Хьок (операторська робота) | «Діти тиру» | 사격장의 아이들 | Пер.  |
| 1969 (5-та) | Чан Сок Джун (операторська робота) | Н/Д         | Н/Д             | Пер.  |
| 1969 (5-та) | Чха Чон Нам (освітлення)           | Н/Д         | Н/Д             | Пер.  |

### 1970-ті
| Рік          | Переможець                         | Фільм                                           | Мовою оригіналу          | Прим. |
| ------------ | ---------------------------------- | ----------------------------------------------- | ------------------------ | ----- |
| 1970 (6-та)  | Чон Іль Сон (операторська робота)  | «7 людей у підвалі»                             | 지하실의 7인             | Пер.  |
| 1970 (6-та)  | Чан Хьон Су (монтаж)               | «Жінка у стіні»                                 | 벽 속의 여자             | Пер.  |
| 1971 (7-ма)  | Йон У Іль (операторська робота)    | «Будь ласка, вимкніть світло»                   | 방에 불을 꺼주오         | Пер.  |
| 1971 (7-ма)  | Сон Ін Хо (записування звуку)      | «Пхільньо»                                      | 필녀                     | Пер.  |
| 1972 (8-ма)  | Чон Іль Сон (операторська робота)  | «Вогняна жінка»                                 | 화녀                     | Пер.  |
| 1973 (9-та)  | Пак Син Бе (операторська робота)   | «Село устриць»                                  | 석화촌                   | Пер.  |
| 1974 (10-та) | Чон Кван Сок (операторська робота) | «Бюро особливих розслідувань: Справа Пе Тхе Ок» | 특별수사본부 배태옥 사건 | Пер.  |
| 1975 (11-та) | Чан Сок Джун (операторська робота) | «Небесне повернення додому до зірок»            | 별들의 고향              | Пер.  |
| 1976 (12-та) | Чон Кван Сок (операторська робота) | «Звичайна жінка»                                | 보통 여자                | Пер.  |
| 1977 (13-та) | Чон Іль Сон (операторська робота)  | «Камінь, ножиці, папір»                         | 가위 바위 보             | Пер.  |
| 1977 (13-та) | Чон Мін Соп (музика)               | «Він добре знає Кванхванмун»                    | 광화문통 아이            | Пер.  |
| 1978 (14-та) | Кан Сок Хві (музика)               | «Дивовижна мандрівка»                           | 화려한 외출              | Пер.  |
| 1979 (15-та) | Ю Че Хьон (операторська робота)    | «Король Седжон Великий»                         | 세종대왕                 | Пер.  |

### 1980-ті
| Рік          | Переможець                            | Фільм                       | Мовою оригіналу        | Прим. |
| ------------ | ------------------------------------- | --------------------------- | ---------------------- | ----- |
| 1980 (16-та) | Ян Ху Бо (синхронне звукозаписування) | «Дикий женшень»             | 심봤다                 | Пер.  |
| 1981 (17-та) | Хан Сан Ґі (музика)                   | «Син людський»              | 사람의 아들            | Пер.  |
| 1982 (18-та) | Чон Іль Сон (операторська робота)     | «Мандала»                   | 만다라                 | Пер.  |
| 1983 (19-та) | Чха Чон Нам (освітлення)              | «Селище у тумані»           | 안개 마을              | Пер.  |
| 1984 (20-та) | Кім Нам Джін (операторська робота)    | «Компаньйон»                | 동반자                 | Пер.  |
| 1985 (21-ша) | Лі Чхоль Хьок (музика)                | «Королівська отрута»        | 사약                   | Пер.  |
| 1986 (22-га) | Ю Йон Ґіль (операторська робота)      | «Міст Чамсу видно із вікна» | 창밖에 잠수교가 보인다 | Пер.  |
| 1987 (23-тя) | Лі Пон Джо (музика)                   | «Інша спальна Єви»          | 이브의 건넌방          | Пер.  |
| 1988 (24-та) | Чон Іль Сон (операторська робота)     | «Адада»                     | 아다다                 | Пер.  |
| 1988 (24-та) | Кан Ін Ґу (операторська робота)       | «Вузька дорога»             | 좁은길                 | Пер.  |
| 1989 (25-та) | Со Чон Мін (операторська робота)      | «Веселка Сеулу»             | 서울 무지개            | Пер.  |
| 1989 (25-та) | Сін Пьон Ха (музика)                  | «Веселка Сеулу»             | 서울 무지개            | Пер.  |

### 1990-ті
| Рік          | Переможець і номінанти                | Фільм                              | Мовою оригіналу           | Прим.     |
| ------------ | ------------------------------------- | ---------------------------------- | ------------------------- | --------- |
| 1990 (26-та) | Лі Сон Чхун (операторська робота)     | «На шляху до Чхонсон»              | 청송으로 가는 길          | Пер.      |
| 1991 (27-ма) | Чон Кван Сок (операторська робота)    | «Хто бачив нігті дракона на ногах» | 누가 용의 발톱을 보았는가 | Пер.      |
| 1991 (27-ма) | Чо Йон Сам (робота артдиректора)      | «Срібний жеребець»                 | 은마는 오지 않는다        | Пер.      |
| 1992 (28-ма) | Чан Іль Нам (музика)                  | «Вогонь і кров»                    | 피와 불                   | Пер.      |
| 1992 (28-ма) | Чон Чо Мьон (операторська робота)     | «Війна Кіма»                       | 김의 전쟁                 | Пер.      |
| 1993 (29-та) | Чо Юн Сам (робота артдиректора)       | «Перше кохання»                    | 첫사랑                    | Пер.      |
| 1994 (30-та) | Ю Йон Ґіль (операторська робота)      | «Хваомґьон»                        | 화엄경                    | Пер.      |
| 1995 (31-ша) | Чон Чо Мьон (операторська робота)     | «Вічна імперія»                    | 영원한 제국               | Пер.      |
| 1995 (31-ша) | Хван Пьон Ґі (музика)                 | «Вічна імперія»                    | 영원한 제국               | Пер.      |
| 1996 (32-та) | Пак Хі Джу (операторська робота)      | «Ліжко із ґінкго»                  | 은행나무 침대             | Пер.      |
| 1996 (32-та) | Медіа-центр MBC (робота артдиректора) | «Єдина іскра»                      | 아름다운 청년 전태일      | Пер.      |
| 1997 (33-та) | Ю Йон Ґіль (операторська робота)      | «Пелюстка»                         | 꽃잎                      | Пер.      |
| 1997 (33-та) | Сон Пьон Джун (музика)                | «Їхній останній роман»             | 지독한 사랑               | Пер.      |
| 1998 (34-та) | Кім Хьон (операторська робота)        | «Біт»                              | 비트                      | Ном. Пер. |
| 1998 (34-та) | Кім Су Чхоль (музика)                 | «Падіння»                          | 창                        | Ном. Пер. |
| 1998 (34-та) | Чон Іль Сон (операторська робота)     | «Батько»                           | 아버지                    | Ном. Пер. |
| 1998 (34-та) | Чон Чо Мьон (операторська робота)     | «Падіння»                          | 창                        | Ном. Пер. |

### 2010-ті
| Рік          | Переможець і номінанти              | Фільм                              | Мовою оригіналу          | Прим.     |
| ------------ | ----------------------------------- | ---------------------------------- | ------------------------ | --------- |
| 2018 (54-та) | Чін Чон Йон (візуальні ефекти)      | «Разом із богами: Два світи»       | 신과함께-죄와 벌         | Ном. Пер. |
| 2018 (54-та) | Квон Кві Док (бойові мистецтва)     | «Лиходійка»                        | 악녀                     | Ном. Пер. |
| 2018 (54-та) | Кім Сан Бом (монтаж)                | «Безжальний»                       | 불한당: 나쁜 놈들의 세상 | Ном. Пер. |
| 2018 (54-та) | Кім У Хьон (операторська робота)    | «1987: Коли настане день»          | 1987                     | Ном. Пер. |
| 2018 (54-та) | Лі Ху Ґьон (робота артдиректора)    | «Прикордонний острів»              | 군함도                   | Ном. Пер. |
| 2019 (55-та) | Хон Кьон Пхьо (операторська робота) | «Спалення»                         | 버닝                     | Ном. Пер. |
| 2019 (55-та) | Кім Чун Сок (музика)                | «Діти свінгу»                      | 스윙키즈                 | Ном. Пер. |
| 2019 (55-та) | Пак Іль Хьон (робота артдиректора)  | «Шпигун пішов на північ»           | 공작                     | Ном. Пер. |
| 2019 (55-та) | Ян Чін Мо (монтаж)                  | «Віруючий»                         | 독전                     | Ном. Пер. |
| 2019 (55-та) | Чін Чон Хьон (візуальні ефекти)     | «Разом із богами: Останні 49 днів» | 신과함께-인과 연         | Ном. Пер. |

### 2020-ті
| Рік          | Переможець і номінанти                                    | Фільм                                 | Мовою оригіналу      | Прим.     |
| ------------ | --------------------------------------------------------- | ------------------------------------- | -------------------- | --------- |
| 2020 (56-та) | Кім Со Хі (макіяж і зачіски)                              | «Людина, що стоїть поруч»             | 남산의 부장들        | Ном. Пер. |
| 2020 (56-та) | Лі Ха Джун (робота артдиректора)                          | «Паразити»                            | 기생충               | Ном. Пер. |
| 2020 (56-та) | Хон Кьон Пхьо (операторська робота)                       | «Паразити»                            | 기생충               | Ном. Пер. |
| 2020 (56-та) | Кім Йон Хо (операторська робота)                          | «Битва: Крик до перемоги»             | 봉오동 전투          | Ном. Пер. |
| 2020 (56-та) | Юн Чін Юль (бойові мистецтва)                             | «Вихід»                               | 엑시트               | Ном. Пер. |
| 2021 (57-ма) | Чон Сон Джін, Чон Чхоль Мін (візуальні ефекти)            | «Космічні чистильники»                | 승리호               | Ном. Пер. |
| 2021 (57-ма) | Лі Ий Тхе (операторська робота)                           | «Книга риби»                          | 자산어보             | Ном. Пер. |
| 2021 (57-ма) | Лі Чон Хьон, Чхве Че Чхон, Чон Хван Су (візуальні ефекти) | «Потяг до Пусана 2. Півострів»        | 반도                 | Ном. Пер. |
| 2021 (57-ма) | Чан Кин Йон (робота артдиректора)                         | «Космічні чистильники»                | 승리호               | Ном. Пер. |
| 2021 (57-ма) | Хон Кьон Пхьо (операторська робота)                       | «Визволи нас від зла»                 | 다만 악에서 구하소서 | Ном. Пер. |
| 2022 (58-ма) | Чхве Йон Хван (операторська робота)                       | «Втеча з Могадішо»                    | 모가디슈             | Ном. Пер. |
| 2022 (58-ма) | Кан Чон Ік, Со Пьон Чхоль (візуальні ефекти)              | «Пірати: Останній королівський скарб» | 해적: 도깨비 깃발    | Ном. Пер. |
| 2022 (58-ма) | Чо Хьон Ре (операторська робота)                          | «Королеробець»                        | 킹메이커             | Ном. Пер. |
| 2022 (58-ма) | Чхве Сон Ґьом (робота щодо трюків)                        | «Спеціальна доставка»                 | 특송                 | Ном. Пер. |
| 2022 (58-ма) | Хан А Рим (робота артдиректора)                           | «Королеробець»                        | 킹메이커             | Ном. Пер. |
| 2023 (59-та) | Лі Мо Ґе (операторська робота)                            | «Полювання»                           | 헌트                 | Ном. Пер. |
| 2023 (59-та) | Рю Сон Хі (робота артдиректора)                           | «Рішення розлучитися»                 | 헤어질 결심          | Ном. Пер. |
| 2023 (59-та) | Чон Сон Джін, Чон Чхоль Мін (візуальні ефекти)            | «Хансан: Висхідний дракон»            | 한산: 용의 출현      | Ном. Пер. |
| 2023 (59-та) | Чо Йон Ук (музика)                                        | «Рішення розлучитися»                 | 헤어질 결심          | Ном. Пер. |
| 2023 (59-та) | Хон Син Чхоль (освітлення)                                | «Нічна сова»                          | 올빼미               | Ном. Пер. |
| 2024 (60-та) | Кім Пьон'ін (музика)                                      | «Розкопування могил»                  | 파묘                 | Ном. Пер. |
| 2024 (60-та) | Лі Моґе (операторська робота)                             | «12:12: День»                         | 서울의 봄            | Ном. Пер. |
| 2024 (60-та) | Чон Іджін (робота артдиректора)                           | «Павутина»                            | 거미집               | Ном. Пер. |
| 2024 (60-та) | Чін Чонхьон (візуальні ефекти)                            | «Місяць»                              | 더 문                | Ном. Пер. |
| 2024 (60-та) | Хван Хоґьон (макіяж спеціальних ефектів)                  | «12:12: День»                         | 서울의 봄            | Ном. Пер. |
| 2025 (61-ша) | Чо Йон'ук (музика)                                        | «Війна й повстання»                   | 전,란                | Ном. Пер. |
| 2025 (61-ша) | Ю Сансоп, Чан Хансин (трюки)                              | «Я, кат»                              | 베테랑2              | Ном. Пер. |
| 2025 (61-ша) | Лі Суджін (макіяж)                                        | «Пілот»                               | 파일럿               | Ном. Пер. |
| 2025 (61-ша) | Пак Бьонджу (візуальні ефекти)                            | «Вандерленд»                          | 원더랜드             | Ном. Пер. |
| 2025 (61-ша) | Хон Ґьонпхьо (операторська робота)                        | «Харбін»                              | 하얼빈               | Ном. Пер. |